# Degen-Weg

Verlauf des Degen-Weges

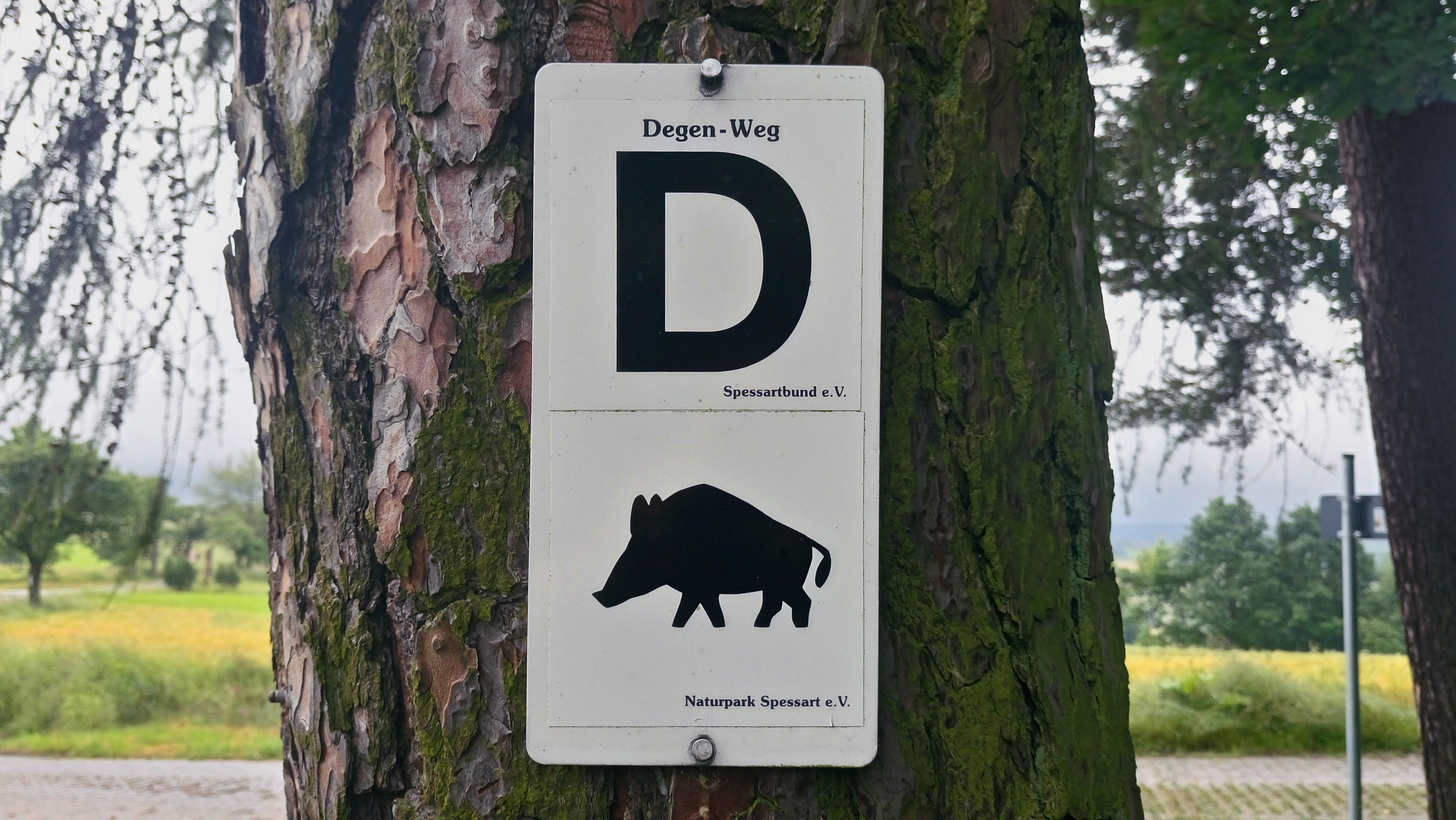
Beschilderung des Degen-Weges

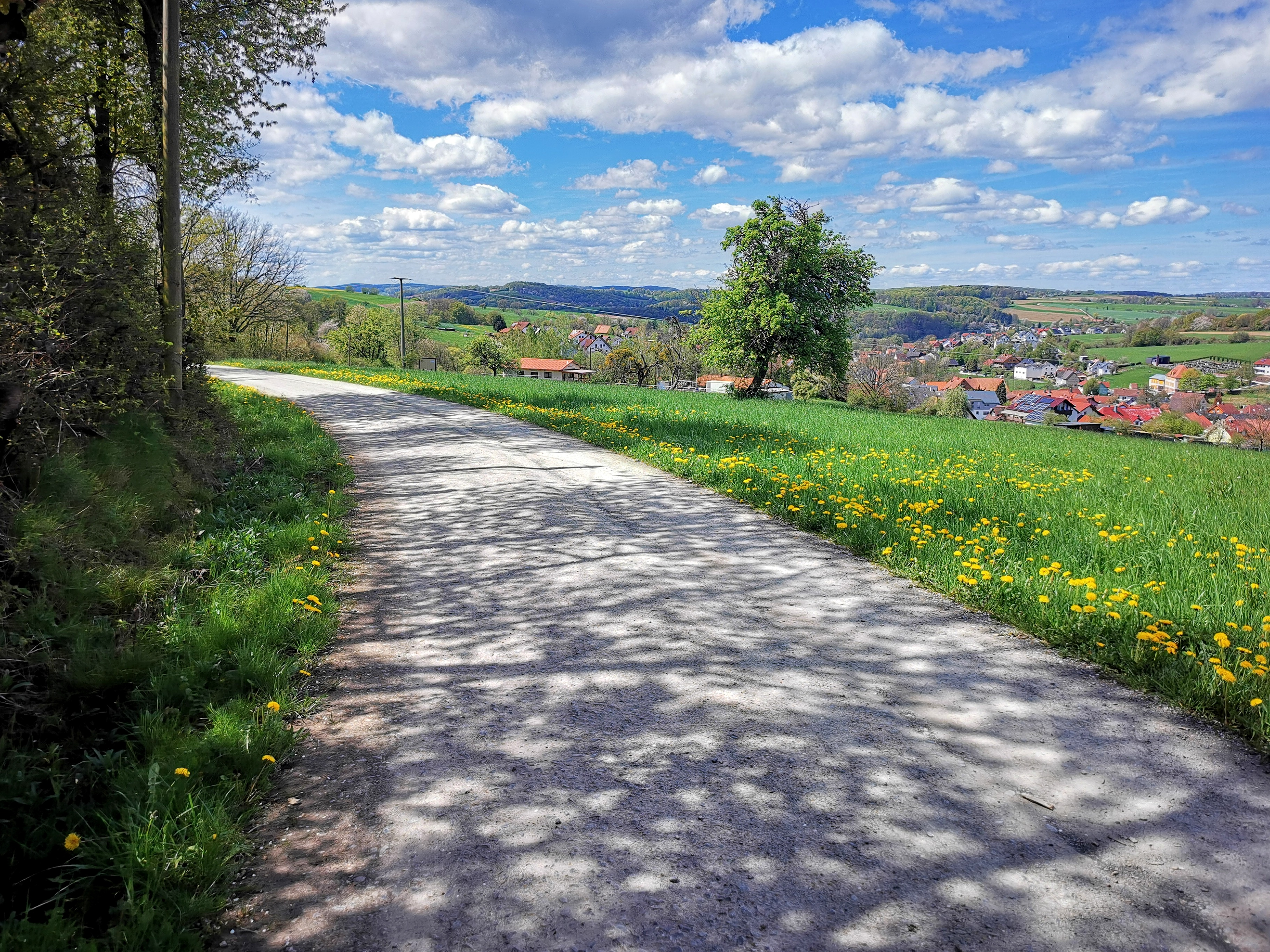
Degen-Weg bei Sommerkahl

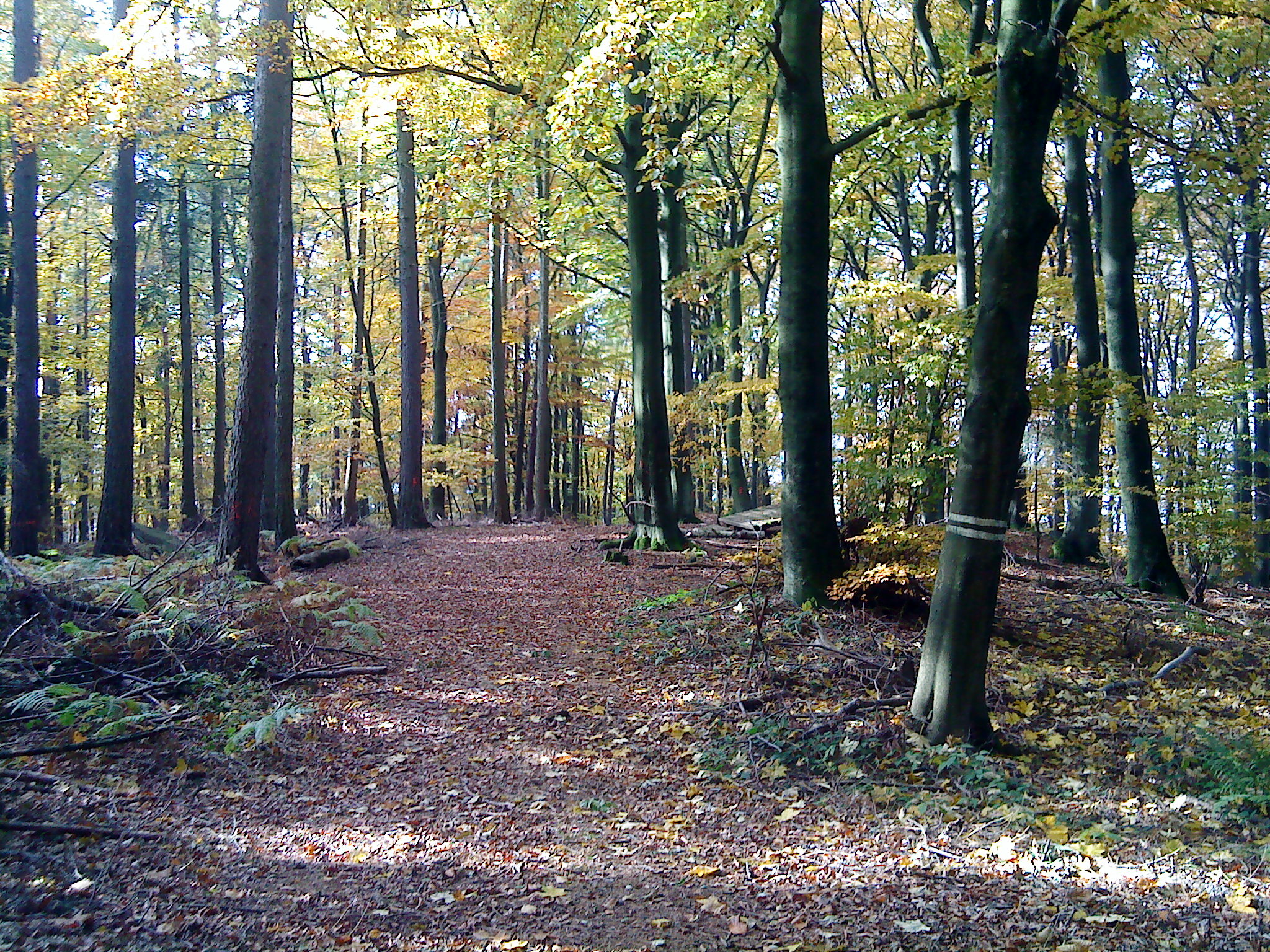
Degen-Weg auf dem Reuschberg

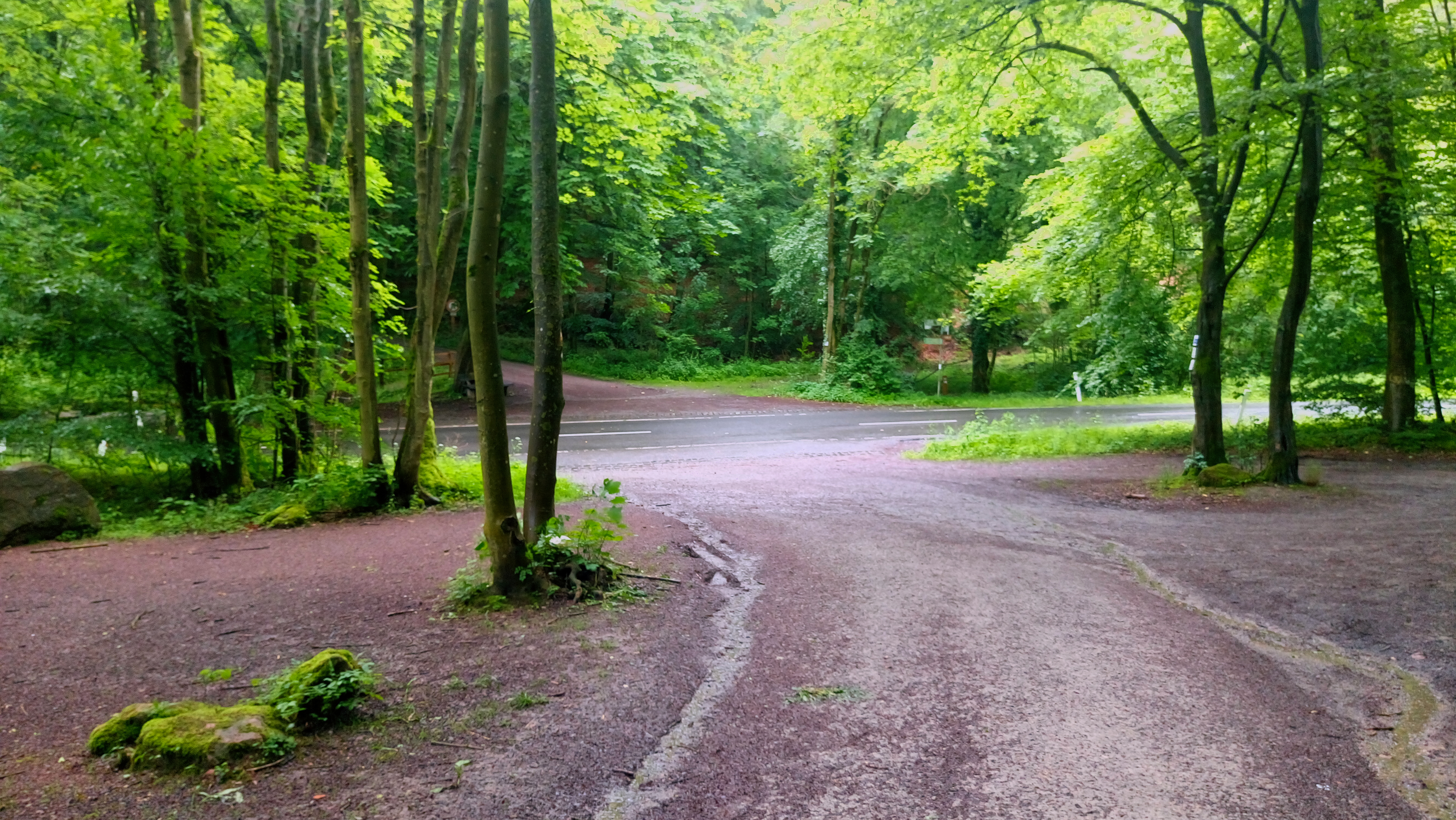
Degen-Weg an den Kahlquellen

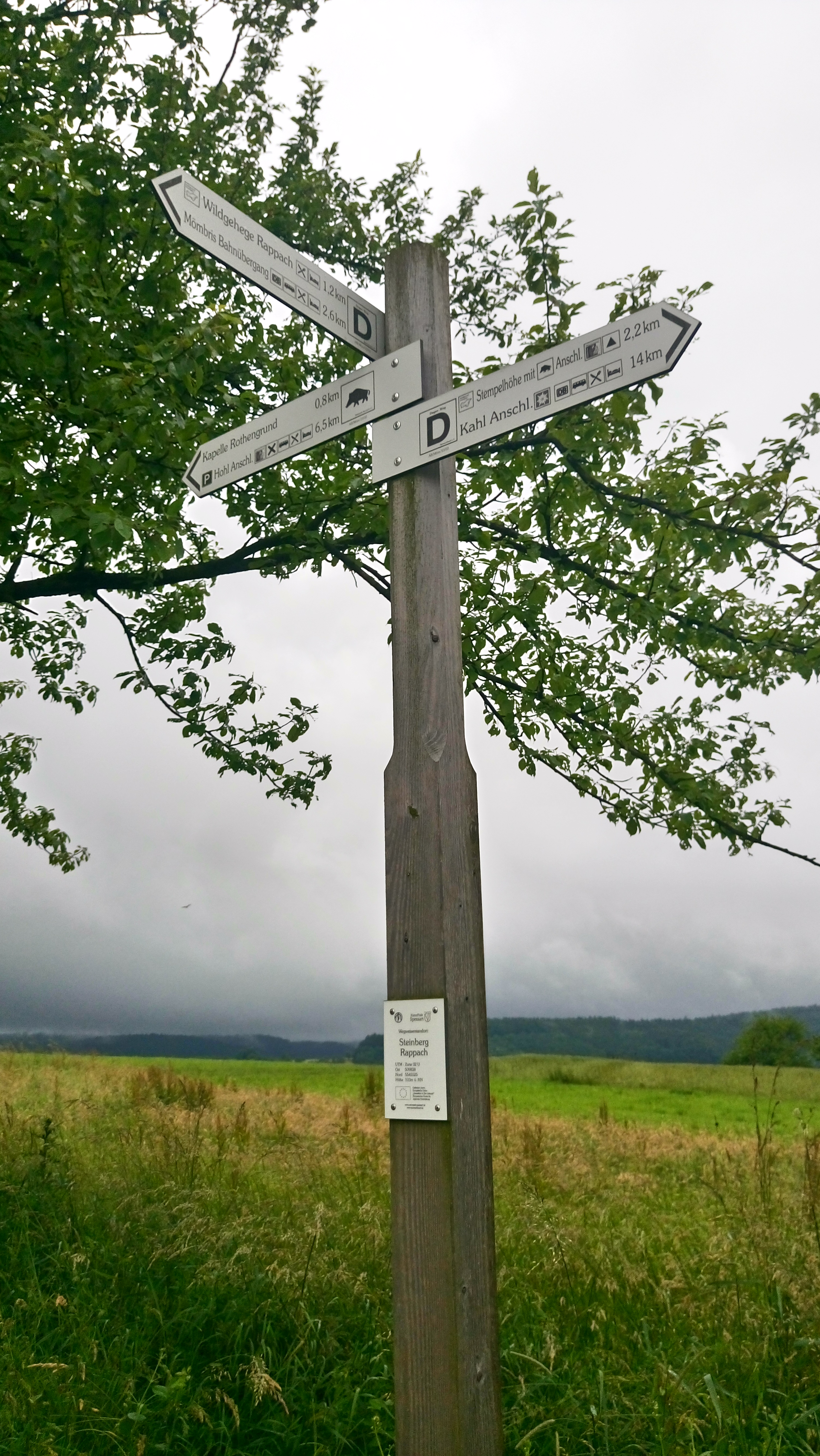
Wegweiser am Degen-Weg

Der Degen-Weg, Dr. Degen-Weg oder Dr. Heinrich-Degen-Weg ist ein 52 km langer Wanderweg durch den Kahlgrund und den Spessart im Landkreis Aschaffenburg in Bayern.

## Geographie
Er führt durch das Gebiet des ehemaligen Landkreises Alzenau von der Kahlmündung bei Kahl am Main zum Dr. Kihnplatz bei Wiesen und wurde nach dem Landrat Heinrich Degen benannt. Er berührt die Gemarkungen der Gemeinden Alzenau, Mömbris, Krombach, Hösbach, Sailauf, Sommerkahl, Schöllkrippen und Kleinkahl. Außerdem führt er durch die gemeindefreien Gebiete Sailaufer Forst, Schöllkrippener Forst und Wiesener Forst. Der Spessartbund hat den Degen-Weg mit einem schwarzen „D“ auf weißem Grund gekennzeichnet und hält ihn instand. Direkt am Degen-Weg befinden sich vier Natur- und etwa 30 Baudenkmäler. Zusammen mit der Birkenhainer Straße und dem Fränkischen Marienweg bildet der Degen-Weg ab der Stempelhöhe den Rundwanderweg Kahlgrund-Dreispitz.

### Detaillierter Verlauf
Der Degen-Weg beginnt am Mainuferweg, direkt an der Mündung der Kahl. Er führt durch den Ort Kahl über das Prischoß und den Unterwald nach Wasserlos. Danach verläuft er über die Berge Schanzenkopf, Elbernhöhe und Stempelhöhe. Dort kreuzt er den Fränkischen Marienweg. Der Degen-Weg zieht dann in einem Nordbogen um die Dörfer Angelsberg und Molkenberg. Er passiert im weiteren Verlauf die Orte Rappach und Mömbris. Dort überquert er die Kahl und erreicht Mensengesäß. Über die Leißberghütte führt der Degen-Weg an den Hof Hauenstein. Er verläuft von dort nach Schimborn, überquert erneut die Kahl und führt nach Rottenberg.
Nach Rottenberg verläuft der Weg vorbei an Eichenberg nach Sommerkahl und vorbei an Schabernack, Kleinkahl, Edelbach zu den Kahlquellen. Am Dr. Kihnplatz, nordwestlich von Wiesen, endet der Degen-Weg am Kreuzungspunkt der Birkenhainer Straße und des Eselsweges.

### Streckenänderung 2011
Bis 2011 führte der Degen-Weg durch das Naturschutzgebiet Amphibienfreistätte Speckkahl, über die Eselshöhe am Engländer nach Heinrichsthal, wo er endete. Zu dieser Zeit hatte der Weg eine Länge von 40 km. Erst seit der Umgestaltung verläuft der Wanderweg durch den oberen Kahlgrund zum Dr. Kihnplatz.
Eine weitere Streckenänderung wurde im Bereich zwischen der Stempelhöhe und Schimborn durchgeführt. Der Degen-Weg verlief davor über den Scharfenstein nach Gunzenbach und durch Heimbach zur Heimbacher Mühle. Von dort führte er durch den Glaswald am Glasberg nach Schimborn.

### Wegpunkte
| Markante Wegpunkte sind: - Kahlmündung - Alzenauer Sande - Wasserloser Schlossberg - Hof Hauenstein - Feldkahler Kapelle - Grube Wilhelmine - Altenburg - Epstein-Glashütten - Kahlquellen - Dr. Kihnplatz | Ehemalige markante Wegpunkte waren: - Heimbacher Hof - Heimbacher Mühle - Engländer |

## Topographie
Der topographisch höchste Punkt des Degen-Weges befindet sich mit 471 m ü. NHN am Greifenberg, südöstlich des Dr. Kihnplatzes. Der niedrigste liegt auf 104 m ü. NHN in Kahl am Main an der Kahl. Vor der Streckenänderung lag der höchste Punkt auf 515 m ü. NHN am Spindelberg südwestlich von Heinrichsthal.
Weitere hohe Punkte des Weges sind der Gipfel des Reuschberges, der auf 415 m ü. NHN liegt und der Nordhang der Stempelhöhe mit 406 m ü. NHN.